# Porto Santo (gemeente)
Porto Santo is een plaats en gemeente in het Portugese autonome gebied Madeira, die het volledige gelijknamige eiland Porto Santo beslaat.
De gemeente heeft een totale oppervlakte van 40 km² en telde 4474 inwoners in 2001 en de grootste plaats is Vila Baleira.
In de gemeente ligt de Luchthaven Porto Santo.

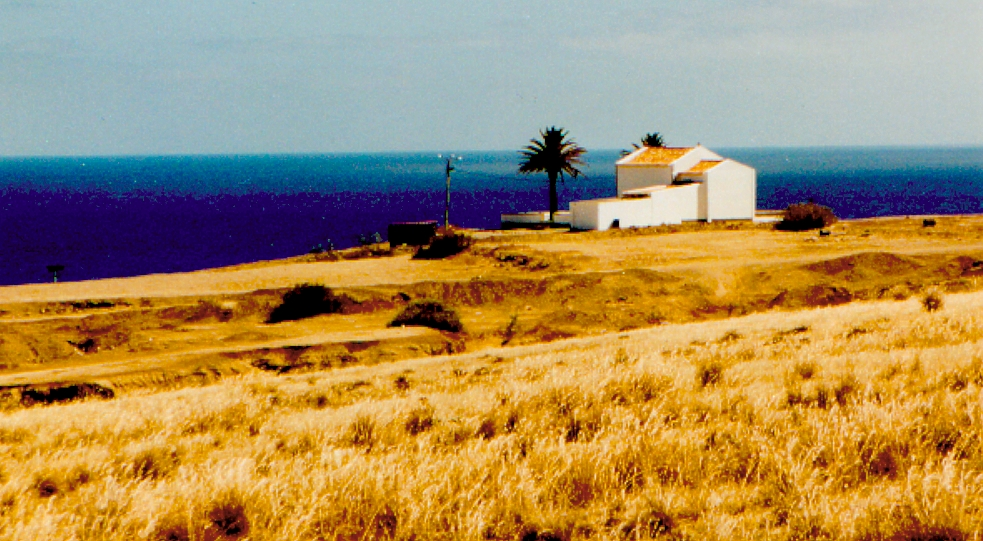
Zicht op de Atlantische oceaan